# Polygala panamensis
Polygala panamensis är en jungfrulinsväxtart som beskrevs av Chod.. Polygala panamensis ingår i släktet jungfrulinssläktet, och familjen jungfrulinsväxter. Inga underarter finns listade i Catalogue of Life.